# Galeria Stereo
Galeria Stereo – polska galeria sztuki zlokalizowana w Warszawie, założona w marcu 2009 roku, w której wystawiana jest twórczość artystów współczesnych. Z Galerią związana jest Fundacja Transmisja oraz grupa Penerstwo, a także artyści: Wojciech Bąkowski, Piotr Bosacki, Norman Leto, Piotr Łakomy, Gizela Mickiewicz, Mateusz Sadowski, Roman Stańczak, Magdalena Starska.
Założycielami Galerii są Zuzanna Hadryś i Michał Lasota. W 2012 roku otrzymali za działalność Galerii nagrodę Medal Młodej Sztuki, przyznawaną przez Głos Wielkopolski. Pierwotnie galeria mieściła się w Poznaniu, w 2013 została przeniesiona do Warszawy.
Nazwa "Stereo" nawiązuje do dwóch pokojów o podobnej powierzchni, które służą za pomieszczenia wystawowe.

## Wystawy

### 2014
- Mateusz Sadowski: Rezonans (10 stycznia – 22 lutego)
- Magdalena Starska: Razem przetrwamy wszystko (14 marca – 17 kwietnia)

### 2013
- Wojciech Bąkowski – Wystawa prac: "Przegląd widoków", "Mapa czuwania", "Odnalezienie siebie" (15 listopada – 21 grudnia)
- Nowe Obyczaje (27 września – 31 października)
- Piotr Bosacki: Czarny Zeszyt (11 lutego – 16 marca)

### 2012
- Wojciech Bąkowski, Michał Budny (30 listopada – 26 stycznia 2013)
- Tania Perez Cordova: If Used like Stones (5 października – 17 listopada)
- Katharina Marszewski: Optik Boom (6 czerwca – 14 lipca)
- Marek Meduna Galapagos: Germinal (30 marca – 28 kwietnia)
- CRIME IS ON BOTH SIDES (3 lutego – 10 marca)
- Poznań Gallery Weekend: Będzie dobrze (20-22 stycznia)

### 2011
- Gizela Mickiewicz: Połyk na holu (2-22 grudnia)
- Piotr Bosacki: Umiłowanie życia (14 października – 5 listopada)
- Kilian Rüthemann, France Fiction, Michael Van den Abeele, Mateusz Sadowski, Tania Pérez Córdova, Morten Norbye Halvorsen, Darius Miksys: A CLOCK THAT RUNS ON MUD (2 września – 1 października), kuratorka: Jennifer Teets
- Wojciech Bąkowski, Piotr Bosacki, Iza Tarasewicz: LISTE 16: Pokój, w którym teraz jesteś (14-19 czerwca). Projekt dofinansowany ze środków Instytutu Adama Mickiewicza[6]
- Mateusz Sadowski: Nie ma takiego czegoś (28 kwietnia – 21 maja)
- EXPO Kolonie / Stereo Wszystko (13 marca – 9 kwietnia), wystawa gościnna w warszawskiej Galerii Kolonie[7]
- EXPO Kolonie / Stereo Cześć (11 marca – 9 kwietnia)
- Magdalena Starska: Małość (28 stycznia – 26 lutego)

### 2010
- Archiwum Grupy KOT (6-20 grudnia), wystawa połączona z koncertem w Teatrze Ósmego Dnia[8].
- Darri Lorenzen: Vanishing (8-28 listopada)
- Każdy krok unosi mnie wyżej (6 września – 12 października)
- Piotr Bosacki, Rafał Bujnowski, Navid Nuur, Franciszek Orłowski: RÓB TAK (7-30 czerwca)
- Leszek Knaflewski: Oni śpią za nie (28 kwietnia – 21 maja)
- Iza Tarasewicz: Wylinka (29 marca – 23 kwietnia)
- Piotr Żyliński: Korzenie (19 lutego – 21 marca)

### 2009
- Konrad Smoleński: Złe ukryte czarne (14 grudnia – 8 stycznia)
- Daniel Keller, Nik Kosmas (Aids-3D): Ford/Aten (20 listopada – 10 grudnia)
- Wojciech Bąkowski: Piękno (5-31 października)
- Alexey Klyuykov & Vasil Artamonov: Symetryczna odpowiedź (4–30 września)
- Aleksandra Winnicka: Wszystkie czubki głów (10–31 lipca)
- Jeroen Jongeleen: Influenza / SNEEZE! (great details) (10–30 czerwca)
- Mateusz Sadowski: Pożar (9–31 maja)
- Piotr Bosacki: Film bez dźwięku (6–30 kwietnia)
- Magdalena Starska, Iza Tarasewicz: Wici nici krzaki (6–30 marca)